# Marbache
Marbache és un municipi francès situat al departament de Meurthe i Mosel·la i a la regió del Gran Est. L'any 2007 tenia 1.763 habitants.

## Demografia

### Població
El 2007 la població de fet de Marbache era de 1.763 persones. Hi havia 650 famílies, de les quals 136 eren unipersonals (40 homes vivint sols i 96 dones vivint soles), 219 parelles sense fills, 243 parelles amb fills i 52 famílies monoparentals amb fills.
La població ha evolucionat segons el següent gràfic:
Habitants censats

### Habitatges
El 2007 hi havia 723 habitatges, 679 eren l'habitatge principal de la família, 3 eren segones residències i 41 estaven desocupats. 658 eren cases i 62 eren apartaments. Dels 679 habitatges principals, 549 estaven ocupats pels seus propietaris, 109 estaven llogats i ocupats pels llogaters i 21 estaven cedits a títol gratuït; 8 tenien una cambra, 24 en tenien dues, 84 en tenien tres, 208 en tenien quatre i 355 en tenien cinc o més. 472 habitatges disposaven pel capbaix d'una plaça de pàrquing. A 295 habitatges hi havia un automòbil i a 304 n'hi havia dos o més.

### Piràmide de població
La piràmide de població per edats i sexe el 2009 era:
| Homes | Edats   | Dones |
| ----- | ------- | ----- |
| 0     | 95 o +  | 0     |
| 0     | 90 a 94 | 0     |
| 4     | 85 a 89 | 8     |
| 8     | 80 a 84 | 12    |
| 20    | 75 a 79 | 40    |
| 24    | 70 a 74 | 44    |
| 40    | 65 a 69 | 52    |
| 48    | 60 a 64 | 36    |
| 44    | 55 a 59 | 40    |
| 60    | 50 a 54 | 52    |
| 48    | 45 a 49 | 52    |
| 80    | 40 a 44 | 84    |
| 72    | 35 a 39 | 52    |
| 60    | 30 a 34 | 100   |
| 52    | 25 a 29 | 40    |
| 44    | 20 a 24 | 44    |
| 68    | 15 a 19 | 68    |
| 76    | 10 a 14 | 44    |
| 76    | 5 a 9   | 64    |
| 40    | 0 a 4   | 44    |

## Economia
El 2007 la població en edat de treballar era de 1.122 persones, 835 eren actives i 287 eren inactives. De les 835 persones actives 783 estaven ocupades (413 homes i 370 dones) i 52 estaven aturades (32 homes i 20 dones). De les 287 persones inactives 104 estaven jubilades, 98 estaven estudiant i 85 estaven classificades com a «altres inactius».

### Ingressos
El 2009 a Marbache hi havia 685 unitats fiscals que integraven 1.792,5 persones, la mediana anual d'ingressos fiscals per persona era de 18.130 €.

### Activitats econòmiques
Dels 61 establiments que hi havia el 2007, 1 era d'una empresa extractiva, 2 d'empreses alimentàries, 4 d'empreses de fabricació d'altres productes industrials, 15 d'empreses de construcció, 7 d'empreses de comerç i reparació d'automòbils, 4 d'empreses de transport, 1 d'una empresa d'hostatgeria i restauració, 5 d'empreses d'informació i comunicació, 3 d'empreses financeres, 3 d'empreses immobiliàries, 3 d'empreses de serveis, 9 d'entitats de l'administració pública i 4 d'empreses classificades com a «altres activitats de serveis».
Dels 16 establiments de servei als particulars que hi havia el 2009, 1 era una oficina de correu, 6 paletes, 1 guixaire pintor, 1 fusteria, 1 lampisteria, 3 electricistes, 2 perruqueries i 1 saló de bellesa.
Dels 3 establiments comercials que hi havia el 2009, 2 eren fleques i 1 una perfumeria.
L'any 2000 a Marbache hi havia 4 explotacions agrícoles.

## Equipaments sanitaris i escolars
L'únic equipament sanitari que hi havia el 2009 era una farmàcia.
El 2009 hi havia 1 escola maternal i 1 escola elemental.

## Poblacions més properes
El següent diagrama mostra les poblacions més properes.